# 語彙拡散
歴史言語学において語彙拡散（英: lexical diffusion）という語は現象と理論の2つの意味で使われる。現象としての語彙拡散は、ある音素が語彙の一部でのみ変化し、漸次他の語彙に拡がることを言う。たとえば、英語の /uː/ は、good, hood では /ʊ/ に変化したが、food では変化していない。hoof, roof については変化している方言とそうでない方言がある。flood, blood では変化が早くに起きたために、別の、現在では生産的ではなくなった /ʊ/ から /ʌ/ の変化の影響を被っている。
理論としての語彙拡散は、1969年に王士元によって提起された、すべての音変化はひとつまたは少数の語からはじまり、同様の音韻的構成を持った他の語に拡がるが、拡散する可能性のあるすべての語には拡がらない可能性がある、という説である。語彙拡散理論は、音変化が同じコンテクストのすべての語に同時に起きるとする青年文法学派の理論に対立する。
ウィリアム・ラボフは『言語変化の原理』において、音変化には規則的音変化（青年文法学派の理論に従う）と語彙拡散の2種類があるという立場を示した。ラボフはある現象は必ず規則的に変化するか、規則的に変化しやすく（たとえば母音の質的変化）、他の種類（音位転換や短母音化）は語彙拡散に従いやすいというように類型の一覧を作っている。
ポール・キパルスキーは『音韻論ハンドブック』の中の論文で、類推が最適化を意味すると適切に定義した場合、語彙拡散は音変化の一種でなく、非平衡的に及ぶ類推という意味で形態論的水平化に近いと主張している。